# Capital Collections
Capital Collections — онлайн-библиотека изображений, совместный проект библиотек Эдинбурга. Проект был инициирован для обеспечения более широкого доступа к некоторым из 100000 изображений коллекций библиотек. Веб-сайт был запущен в феврале 2008 года вместе с выставкой под названием «Эдинбург: прошлое и настоящее», на которой представлены изображения, отобранные людьми, связанными с городом. Среди знаменитостей, которые выбрали и прокомментировали изображения из коллекции, были пловчиха Кирсти Бальфур, пародист Рори Бремнер, бывший епископ Эдинбурга Ричард Холлоуэй и детская писательница Эйлин Патерсон. Шесть лет спустя почти 35000 изображений были оцифрованы, и более 8000 изображений доступны для просмотра в Интернете.

## Описание
Проект оцифровки частично финансировался эдинбургским трастом всемирного наследия с целью предоставить пользователям доступ к редким и уникальным материалам — фото Старого и Нового города, которые являются объектами всемирного наследия ЮНЕСКО. Этот веб-сайт даёт людям возможность больше узнать об истории своей семьи и культурных корнях.
Фотографы, задействованные в проекте, имеют возможность делать фотографии современного города. Современные изображения дополняют и обеспечивают сравнение с ранними фотографиями Эдинбурга, а также предоставляют ценную информацию об изменениях, происходящих в городе.
Специальные коллекции в отделах Центральной библиотеки содержат материалы, представляющие социальное, культурное и архитектурное наследие Эдинбурга и Шотландии. Они содержат предметы международного значения на различных носителях, включая картины, японские укиё-э, гравюры и рисунки. Capital Collections демонстрирует особенно масштабную коллекцию ранних фотографий, в первую очередь включая работы первопроходцев современной фотографии Дэвида Хилла и Роберта Адамсона, а также менее известных фотографов: Арчибальда Бернса, Томаса Кейта и Томаса Бегби. Среди других известных художников — Уолтер Гейки, Джон Кей, Александр Нэсмит и Джеймс Скин.
Capital Collections также представлен на Flickr, обеспечивая дополнительный онлайн-доступ к труднодоступным ресурсам. Принимая этот альтернативный подход к цифровым ресурсам, проект пытается привлечь новую онлайн-аудиторию с помощью принципов фотохостинга и пользовательского контента.